# XX secolo a.C.
Il XX secolo a.C. (ventesimo secolo avanti Cristo) è il secolo che inizia nell'anno 2000 a.C. e termina nell'anno 1901 a.C. incluso.

## Avvenimenti
- 2000-1700 a.C. – L'XI dinastia riporta l'Egitto allo splendore
- 1987-1780 a.C. – Medio Regno egizio
- Gli ebrei si stanziano in Palestina.
- Gli arii penetrano in India.